# Ryndam (Schiff, 1951)
Die Ryndam (auch als Rijndam bezeichnet) war ein 1951 in Dienst gestelltes Passagierschiff der niederländischen Reederei Holland-America Line, das bis 1972 im Transatlantikdienst im Einsatz war. Anschließend wurde es unter dem Namen Atlas an die griechische Reederei Epirotiki Lines verkauft und nach umfangreichen Umbauarbeiten für Kreuzfahrten eingesetzt. Die folgenden Jahre wechselte es mehrfach den Namen und Besitzer und lag zuletzt seit 1993 unter dem Namen Copa Casino als schwimmendes Casino in Gulfport. Auf der Fahrt zum Abbruch sank das Schiff am 16. März 2003 vor der Küste der Dominikanischen Republik.

## Geschichte
Die Ryndam wurde am 17. Dezember 1949 unter der Baunummer 732 bei Wilton-Fijenoord in Schiedam auf Kiel gelegt und am 19. Februar 1950 vom Stapel gelassen. Ursprünglich sollte sie den Namen Dinteldyk tragen und war als reines Frachtschiff konzipiert. Noch während des Baus wurde jedoch beschlossen, den Neubau als Passagierschiff in Dienst zu stellen. Offiziell wurde das Schiff nach der niederländischen Schreibweise Rijndam getauft, während sich später die Schreibweise als Ryndam durchsetzte. Es war die zweite Einheit der Reederei dieses Namens. 1994 stellte die Holland-America Line eine dritte Ryndam in Dienst.
Nach der Ablieferung an die Holland-America Line am 15. Juli 1951 wurde das Schiff am Folgetag auf der Strecke von Rotterdam über Le Havre und Southampton nach Nordamerika in Dienst gestellt. Neben dem Liniendienst war es zwischen November 1964 und Januar 1965 auch für Kreuzfahrten nach Australien in Einsatz. Das Schwesterschiff der Ryndam war die 1952 in Dienst gestellte Maasdam, die später unter dem Namen Stefan Batory im Einsatz stand und 2000 in der Türkei abgewrackt wurde.
Im September 1966 wurde die Ryndam an die Europa-Kanada Linie mit Sitz in Bremen verkauft und fortan zwischen Bremerhaven und New York eingesetzt. Bereits im August 1967 wurde sie jedoch wieder verkauft und unter dem Namen Waterman von der Scheepvaart Maatschappij Trans-Oceaan übernommen. Im Oktober 1968 kehrte das Schiff wieder unter seinem alten Namen Ryndam in den Linien- und Kreuzfahrtdienst für Holland-America zurück.

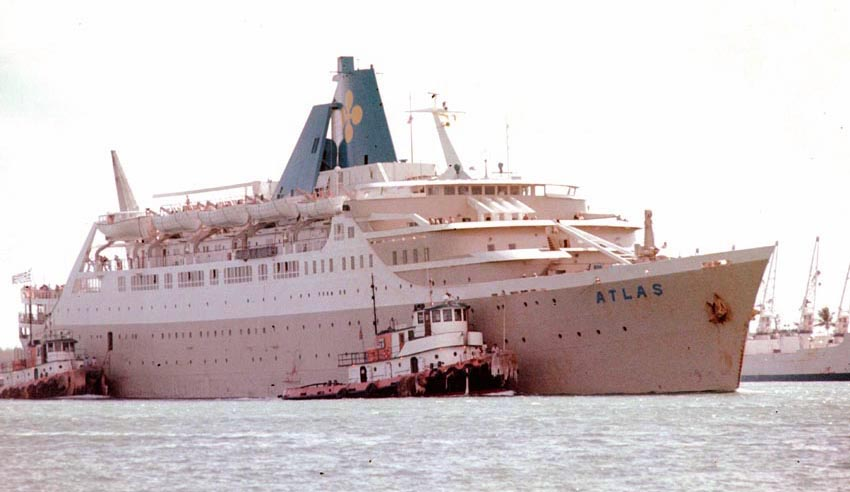
Die Atlas in Miami, November 1974

Am 1. Juni 1971 wurde die Ryndam von Holland-America ausgemustert und in Schiedam aufgelegt. Nach einem Jahr Liegezeit übernahm die griechische Reederei Epirotiki Lines das Schiff unter dem Namen Atlas und ließ es zu einem reinen Kreuzfahrtschiff umbauen. Durch den radikalen Umbau, der nicht nur die Aufbauten, sondern auch den Schornstein und den Bug umfasste, hatte die Atlas mit der ehemaligen Ryndam keinerlei Ähnlichkeiten mehr. Im Mai 1973 wurde die Atlas für Reisen im Mittelmeer in Dienst gestellt. Ab 1974 befuhr sie außerdem die Karibik und die Nordsee. Seit 1978 war sie zwischen Southampton und den Kanarischen Inseln im Einsatz.
Zwischen April und November 1986 lag das Schiff aufgelegt in Eleusis, kam danach aber wieder bis 1988 zum Einsatz. Nach seiner endgültigen Ausmusterung ging es unter dem Namen Pride of Mississippi an die Pride Cruise Line, von der es im Dezember 1988 in die Vereinigten Staaten überführt wurde. 1991 wurde es nach drei Jahren Liegezeit in Pride of Galveston umbenannt, jedoch nicht wieder in Dienst gestellt. Stattdessen wurde es 1993 nach Gulfport in Mississippi geschleppt und dort nach Umbauarbeiten seit 1994 unter dem Namen Copa Casino als schwimmendes Casino eingesetzt.
2002 wurde das Casino geschlossen. Die Copa Casino wurde von der Atlantic Marine Shipyard in Mobile übernommen und am 13. Februar 2003 zum Abbruch nach Indien verkauft. Am 3. März 2003 trat das Schiff im Schlepptau der Fairplay XIV ihre letzte Reise an. Es traf jedoch nie in Indien ein, da es am 16. März 2003 vor der Dominikanischen Republik sank. Das Wrack liegt in 2500 Meter Tiefe.